# Stop trick
El stop trick (literalmente "truco de parar") es un tipo de efecto especial usado en el cine. Ocurre cuando se filma un objeto y, mientras la cámara está apagada, el objeto se coloca fuera de la vista de la cámara y entonces se vuelve a encender. Al ver la película, se da la impresión al espectador de que el objeto desaparece.
Georges Méliès descubrió el stop trick accidentalmente cuando estaba rodando el tráfico de una calle de París. El mecanismo de la cámara se atascó; el tráfico siguió moviéndose normalmente, pero la cámara dejó de rodar hasta que Méliès pudo arreglar el mecanismo. Más tarde, al proyectar la película, quedó atónito al ver a un autobús transformarse de repente en un coche fúnebre. Lo que realmente había sucedido es que el ómnibus se había movido fuera de plano tras atascarse la cámara y había sido reemplazado por el coche fúnebre cuando ésta siguió rodando Méliès usó esta técnica para filmar trucos de magia. Por ejemplo, podía filmar a un mago y su chica ayudante; el mago hacía un gesto y Méliès paraba la cámara. Luego le decía a la chica que se pusiera fuera de la vista de la cámara y empezaba a rodar de nuevo. Al ver la película completa, parecía que la chica había desaparecido tras el gesto del mago.
Esta técnica no debe confundirse con la técnica stop motion, en la que se crea la totalidad de lo rodado fotograma a fotograma.